# Апологија
Под апологијом (лат. apologia од стгрч.  — „говорећи у одбрану”) подразумева се:
- Одбрана једне науке или једне позиције
- Једна усмена или писмена одбрана, један од познатијих примера је: Платонова апологија, у којој он описује Сократову одбрану и Критон, где Критон покушава да наговори Сократа да побегне из затвора. При чему Сократ то категорички одбија са образложењем да он не жели учињену неправду (његову осуду) да врати новом неправдом (његово могуће бекство). Јер по његовом; неправду чинити је лошије него неправду претрпети, јер човек кроз неправду чини само себи и својој души штету. Погледај под: Платонови дијалози
- У теологији, област у којој се оправдава и брани религија.